# Acrogonia plana
Acrogonia plana är en insektsart som först beskrevs av Fabricius 1787.  Acrogonia plana ingår i släktet Acrogonia och familjen dvärgstritar. Inga underarter finns listade i Catalogue of Life.